# Bugarska pravoslavna Crkva
Bugarska pravoslavna Crkva – Bugarska patrijaršija (bug. Българска православна църква – Българска патриаршия) je pomjesna autokefalna crkva. Nalazi se na devetom mjestu u diptihu pravoslavnih Crkava. Preko 82% stanovništva Bugarske pripadnika je Bugarske pravoslavne Crkve tj. gotovo 8 milijuna.
Ima rang patrijaršije. Carigradska patrijaršija priznala joj je autokefalnost 927. godine s čime je najstarija autokefalna slavenska pravoslavna Crkva.
Njena jurisdikcija proteže se na području Bugarske, kao i na bugarske pravoslavne crkvene općine u Sjevernoj i Južnoj Americi, Australiji i dr. U njenom sastavu nalazi se 13 eparhija u domovini (Varnensko-velikopreslavska, Velikotrnovska, Vidinska, Vračanska, Dorostolska, Lovčanska, Nevrokopska, Plevenska, Plovdivska, Rusenska, Slivenska, Sofijska i Starozagorska) i tri eparhije u raspadu (njujorška, akronska i detroitska), dvije parohije u Mađarskoj, dvije u Rumunjskoj i jedna u Austriji, crkveno namjesništvo u Turskoj (Istanbul) i podvorje BPC u Rusiji (Moskva). Ima oko 6 milijuna vjernika 2000 svećenika (sveštenoslužitelja) 3200 hramova i 500 kapela 123 manastira i skita 400 monaha i monahinja i dvije duhovne škole (podaci s kraja 80-ih godina). 
Na teritoriju sadašnje Bugarske i susjednim područjima širenje kršćanstva započelo je veoma rano. Podrijetlo Bugarske pravoslavne Crkve veže se uz djelovanje apostola Pavla te uz pojavu prvih kršćanskih zajednica na tom području Balkana u 1. stoljeću. Do početka 4. stoljeća na području današnje Bugarske kršćanstvo je postala dominantna religija. Zaslugom cara Borisa I. Bugarska postaje 865. kršćanska zemlja. Boris I. uveo je kršćanstvo kao nacionalnu religiju nasuprot dotadašnjim poganskim kultovima Protobugara. 

## Vanjske poveznice
- Službena stranica Bugarske patrijaršije